# (11506) Тулуз-Лотрек
(11506) Тулуз-Лотрек (лат. Toulouse-Lautrec) — типичный астероид главного пояса, открыт 2 марта 1990 года бельгийским астрономом Эриком Вальтером Эльстом во время наблюдений из обсерватории Ла-Силья в Чили.
23 мая 2000 года астероид 11506 получил название Тулуз-Лотрек в честь знаменитого французского художника-постимпрессиониста и графика Анри де Тулуз-Лотрека (1864—1901).
Астероид относится к таксономическому классу S.